# Alejandra Torres
Alejandra Torres Torres (1968) es una profesora, investigadora y escritora uruguaya. Desde 2007 investiga los procesos de edición y la Historia del Libro y la Edición en el Uruguay, en relación con los modelos de lectura.
Estudió el Instituto de Profesores "Artigas" y en la Universidad de la República, tiene un máster en Ciencias Humanas opción Literatura Latinoamericana y es Doctora en Letras por la Universidad de la República (UdelaR ). Es autora del libro “Lectura y sociedad en los sesenta: a propósito de Alfa y Arca” publicado en 2012.
Alejandra Torres fue galardonada con el Premio Legión del Libro otorgado por la Cámara Uruguaya del Libro.
- 2012,  Lectura y sociedad en los sesenta: a propósito de Alfa y Arca - Editorial Yaugurú, Montevideo.
- 2016, La edición iberoamericana: Uruguay. Biblioteca Virtual Miguel de Cervantes, CSIC, España.
- 2021, Rosa, el agua y aquella historia de amor: (Armenteira, Meis 1863 - Montevideo, 1958) Yaugurú, Montevideo - en coautoría con Xosé Lois Lede Abal.
- 2021, "Mulheres editoras no Uruguay. O caso pioneiro de Nancy Bacelo".  Cartografías da Edição Independente, CFETE, MG, Brasil.
- 2021, Mujeres editoras: de La Galatea a otros proyectos independientes. Ministerio de Educación y Cultura (MEC), Uruguay.
- 2022, Una aproximación a la Historia de la Edición en el Uruguay (en coautoría) Biblioteca Virtual Miguel de Cervantes, CSIC -España.
- 2022, Prólogo a la Historia de las Librerías Montevideanas (1830-1990), de Linardi, Michelena y Sosa - Editorial Planeta.
- 2022,  “Mujeres editoras en el Uruguay contemporáneo: un espacio en construcción”, en Las mujeres y los estudios del libro y la edición en Iberoamérica. Panorama histórico y enfoques interdisciplinarios, publicado por la Universidad de los Andes, Bogotá, 2022.
- 2023, Los editores de origen gallego en el Uruguay de la modernización (en coautoría) Editorial Verbum, Madrid.
- 2025, Edición y política. Memorias de Aquí, Poesía (1962-1974) Editorial Yaugurú, Montevideo.
- 2025, La Edición en Uruguay. Una escritura en proceso. Deletreo Editorial, Montevideo.
- 2025, Editing and Gender in the Publishing Culture of Uruguay. Oxford Research Encyclopedia of Literature.